# سنگ‌چشم سرحنایی

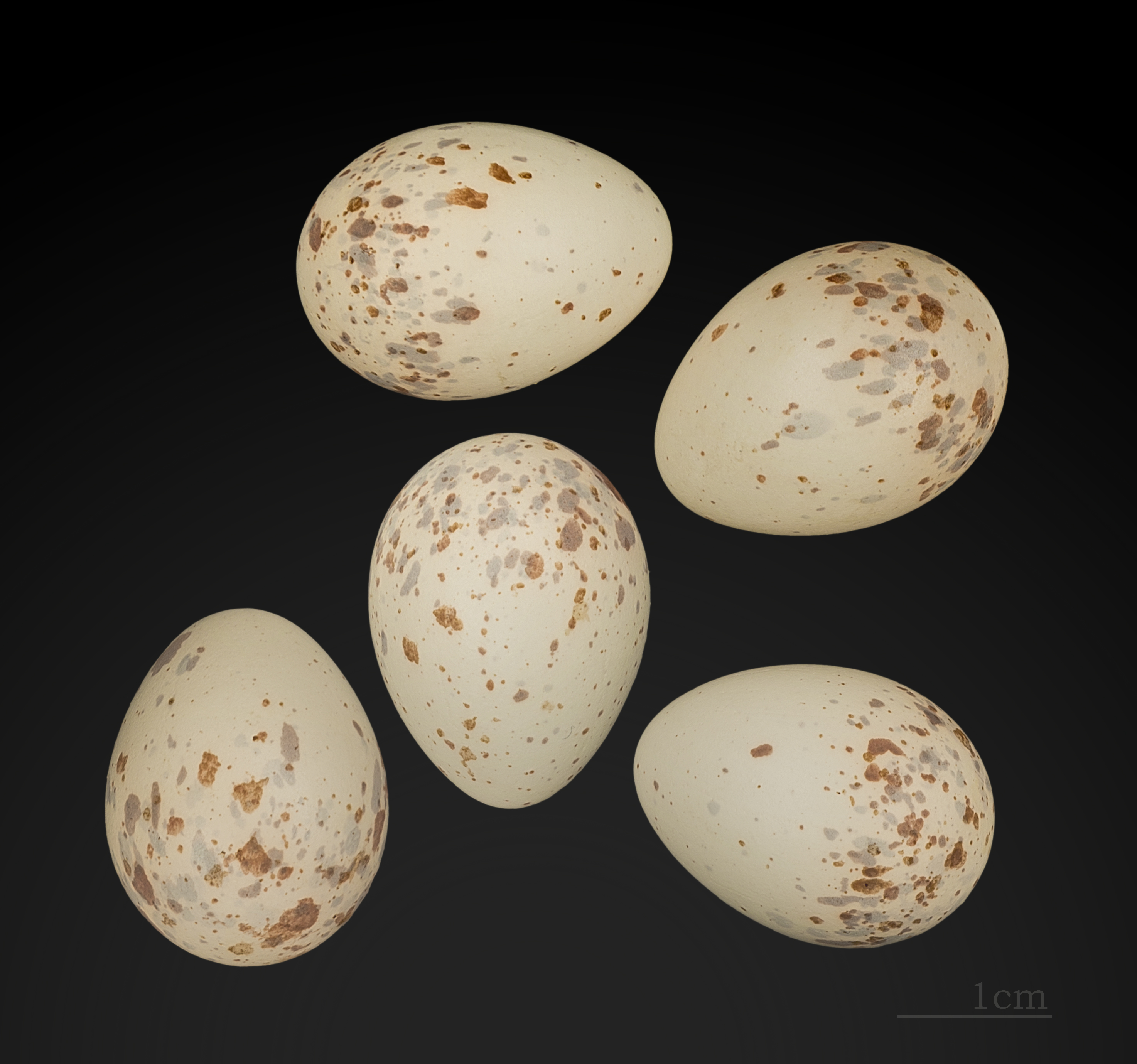
Lanius senator

سنگ‌چشم سرحنایی با نام علمی Lanius senator، پرنده‌ای مهاجر با جثه‌ای متوسط از راستهٔ گنجشک‌سانان و از خانوادهٔ سنگ‌چشم‌ها است. این پرنده در جنوب اروپا، خاور میانه و شمال‌غربی آفریقا و در کشتزارهای بازی که ترجیحاً دارای درختان تیغدار بوده و کمی زمین لخت یا شنی داشته باشد زاد و ولد کرده و زمستان‌ها را در نواحی گرمسیری آفریقا می‌گذراند.

## ویژگی‌های ریخت‌شناسی
پرندهٔ نر ظاهری کاملاً مشخص دارد. پرهای او سیاه و سفید بوده، نقوش بزرگ سفید رنگی در بال‌ها داشته و تاجی بلوطی در ناحیهٔ پرهای بالای سر دارد. در زیرگونهٔ L. s. badius مربوط به نواحی غرب مدیترانه، نقوش سفیدرنگ بال‌ها مشاهده نمی‌شود. در پرندگان ماده و جوان پرهای قسمت فوقانی بدن قهوه‌ای و دارای خطوط موجی‌شکل بوده و پرهای زیرین بدن آنها نخودی رنگ با خطوط موجی‌شکل است.

## تغذیه
سنگ‌چشم سرحنایی از حشرات بزرگ، پرندگان کوچک و قورباغه‌ها تغذیه می‌کند. او نیز همچون دیگر سنگ‌چشم‌ها بر فراز مکانی بلند به انتظار طعمهٔ خود نشسته و بر آن فرود می‌آید. سپس شکارش را از تیغ‌ها یا سیم‌های خارداری که نقش گنجهٔ خوراک او را دارند آویزان می‌کند.